# Jonas Sjögren
 Jonas Fredrik Sjögren, född 11 juni 1974 i Halmstad, är en svensk TV-chef och direktör som var vd för Kanal 5/Discovery Networks Sweden 2006–2016.

## Biografi
Som ungdom var Sjögren aktiv brottare i Varbergs BoIS. Han har examen från Handelshögskolan i Stockholm. Under sin tid på Handelshögskolan var han även Klubbmästare i Handelshögskolans i Stockholm studentkår.
Sjögren började som trainee på Kanal 5, blev senare marknadschef och var från augusti 2000 intäktschef där.
År 2006 fick dåvarande vd Manfred Aronsson utökade uppdrag högre upp inom koncernen och Sjögren tog över några av hans uppgifter som Kanal 5:s vice vd. Senare samma år blev han vd på kanalen. År 2009 blev han även vd för finska systerkanalen TV Viisi.
När ProSiebenSat.1 Media sålde den nordiska SBS-koncernen (där Kanal 5 ingick) till Discovery Communications integrerades Discoverys kanaler i SBS:s verksamhet. Sjögren var fortsatt vd för det sammanslagna bolaget Discovery Networks Sweden.
År 2016 slutade Sjögren som vd på Discovery och lämnade företaget. Under Sjögrens tid som vd hade Kanal 5 utökats från en kanal till flera genom lansering av Kanal 9, köp av Kanal 11, integrering av Discovery och lansering av Dplay.
Efter att han lämnat Discovery har Sjögren bland annat investerat i annonsföretaget PlayAd. I februari 2017 blev han vd för accessoarföretaget Poc.